# Călărași (Botoșani)
Călărași è un comune della Romania di 3 757 abitanti, ubicato nel distretto di Botoșani, nella regione storica della Moldavia.
Il comune è formato dall'unione di 3 villaggi: Călărași, Libertatea, Pleșani.